# Cláudio Vera Cruz
Cláudio Vera Cruz (Curitiba, 26 de abril de 1947) é um cantor, compositor e instrumentista brasileiro, conhecido como um dos fundadores da banda Bixo da Seda e, posteriormente, por sua carreira solo, participando de duas ediçoes do álbum Paralelo 30.

## Biografia
Nascido em Curitiba, Paraná, em 1947, Vera Cruz mudou-se para Porto Alegre aos 13 anos. Envolveu-se com a música ainda criança, aprendendo a tocar gaita de boca, pífano e clarinete. Aos 13 anos, aprendeu a tocar violão e se interessou por criar harmonias.
Na adolescência, foi influenciado pelos Beatles e formou a banda Som 4, que se tornou popular em Porto Alegre. Durante esse período, conheceu Hermes Aquino, com quem desenvolveu uma parceria duradoura.
Vera Cruz é considerado um dos pioneiros da música urbana do Rio Grande do Sul, sendo descrito como "tropicalista gaúcho" ao lado de Carlinhos Hartlieb e Hermes Aquino. Sua versatilidade musical e instrumental, abrangendo gêneros como bossa nova, tango, samba, balada, valsa e rock, são amplamente reconhecidos.

## Carreira em grupos

### Bixo da Seda
Após o sucesso do Som 4, Vera Cruz foi convidado a integrar a banda Liverpool, que mais tarde se tornou o Bixo da Seda. Ele compôs riffs icônicos, como os das músicas "Bixo da Seda" e "Dona Yeda", embora não tenha sido creditado oficialmente.

### Succo e festivais
No final dos anos 1960, Vera Cruz participou da banda Succo junto com Zé Rodrix, Hermes Aquino e outros músicos. Na banda, iniciou seus trabalhos autorais. A banda gerou controvérsia no II Festival Universitário de MPB da Arquitetura da UFRGS, em 1969, devido a uma performance provocativa que envolveu o lançamento de talco e uma galinha viva no palco.

### Saudade Instantânea e Ópera Rock
Nos anos 1970, Vera Cruz formou, com o amigo Morongo, a banda Saudade Instantânea com o objetivo de executar uma ópera rock. O espetáculo "Eugeny - História de um sonho" foi um sucesso, lotando o Theatro São Pedro por seis dias consecutivos em 1973.

### Pipeliners
Desde 2021, Cláudio integra a banda de surf music Pipeliners, liderada por seu filho, Rodrigo Vera Cruz.

## Carreira solo

### Paralelo 30
Vera Cruz participou das duas edições do álbum coletivo "Paralelo 30", em 1978 e 2001, ao lado de artistas como Bebeto Alves e Nelson Coelho de Castro. Suas composições "Sem rei" e "Ruínas de um sonho" obtiveram destaque.

### Violorquestra
A partir da década de 1980, Vera Cruz passou a se apresentar em bares e casas noturnas. Ele criou um instrumento chamado "violorquestra", que combina baixo e violão, e se destacou pelo uso de sintetizadores.

### Vagalume
Em 2014, lançou seu primeiro álbum solo, "Vagalume", com canções de diferentes épocas, muitas em parceria com artistas como Luiz Mauro Vianna, Hermes Aquino, Sérgio Napp e Rubem Penz.